# Peter Adolph Gad
Peter Adolph Rostgaard Bruun Gad (25. november 1846 – 26. februar 1907) var en dansk øjenlæge, som grundlagde den første øjenklinik i byen Sao Paulo i Brasilien, ved hospitalet "Santa Casa de São Paulo" , i 1885. Denne klinik blev starten på oftalmologi-skolen i Sao Paulo. Gad arbejdede også  i Rio de Janeiro og København. Han var dansk vicekonsul i Sao Paolo. Peter Adolph Gad, der var  søn af herredsfoged Henrik "Henry" Chr. Gad og Ida Adolphine Vilhelmine Bruun (Sæby), blev student fra Herlufsholm i 1874. Han blev gift med Julia Carolina da Costa fra Rio de Janeiro, 15. februar 1879.